# Ultimi racconti
Ultimi racconti è una raccolta di racconti di Karen Blixen del 1957.

## Trama
Questa raccolta nasce da diversi progetti letterari dell'autrice a partire dai tardi anni '30: un romanzo, Albondocani, che doveva essere un intreccio di novelle sul modello de Le Mille e una notte, e due altre raccolte di racconti (Nuovi racconti gotici e Nuovi racconti d'inverno), nessuno dei quali venne completato.

## Edizioni
- Ultimi racconti, traduzione di Adriana Motti, Biblioteca Adelphi n. 125, Adelphi Editore, 1982, pp. 377.
- Ultimi racconti, traduzione di Adriana Motti, Gli Adelphi n. 76, Adelphi Editore, 1995, pp. 377.